# 上條りかこ
小林 裕美（こばやし ひろみ、別名：上條 りかこ（かみじょう りかこ）、1982年11月1日 - ）は、日本のアイドルである。

## 略歴
- 日本体育大学桜華高等学校在学中[1]の1999年1月15日、バラエティ番組『DAIBAッテキ!!』（フジテレビ）のオーディションに合格し、アイドルグループ・チェキッ娘のメンバーとなる（チェキッ娘ID019）。 歌唱力が評価され、後半メンバーから初のフロントメンバーに選ばれる。『海へ行こう〜Love Beach Love〜』、『ドタバタギャグの日曜日』、『ありがとう』などの曲でメインボーカルのパートを務めることが多かった。また、同じチェキッ娘のメンバーだった藤岡麻美(ディーンフジオカの実妹)とのユニットM@Mでも活動する。主な出演番組はHEY!HEY!HEYやめちゃ×2イケてるッ!等
- チェキッ娘を卒業した後は、2003年に「アップル☆ザ☆ドリーム・タレントオーディション」に合格し、アップルオートネットワークのCMに出演した。
- 2003年には、声優の水樹奈々のメインバックダンサーとメインコーラスを担当、ライブでは水樹奈々からヒーマンという愛称で呼ばれていた。
- 2007年11月からは小林万桜・北見綾野などが所属している福笑エンタープライズに所属。その後芸名を上條りかこに改名。2008年2月には上條りかことして復帰第1弾となるDVDが発売された。
- 2008年8月に、体調不良の理由により福笑エンタープライズを退社。同時に元の名前である小林裕美に改名。
- 2008年8月より芸能活動を休止。翌2009年、8月30日に行われた『チェキッ娘ライブ〜再会』に参加した（これに先駆け、『ACCESS TO YOU』（NACK5、2009年8月16日）、『キャンパスナイトフジ』（フジテレビ、2009年8月21日）のそれぞれの番組にチェキッ娘としてゲスト出演）。
- ゲーム好きで、現在ゲーム会社に勤務。ゲーム会社のスポンサーが付いており、プロゲーマーとして活躍中[2]。YouTubeやTwitchでゲーム配信を行っている。
- 2018年から、福岡市で芸能事務所に所属していることを公表[3]。
- 2018年9月から、17(イチナナ)よりスカウトデビューし、公式ライバーとして現在動画配信を行っている。
- 2018年9月17日に、アニソン歌手である下川みくにの福岡で行われたワンマンライブにゲストとして出演、当時のチェキっ娘の曲や、下川みくにのカバー曲でもある「残酷な天使のテーゼ」や「思い出がいっぱい」などを歌った。

## テレビ
- DAIBAッテキ!!
- DAIBAクシン!!チェーン
- DAIBAクシン!!GOLD
- DAIBAクシン!!cheki b.（ちぇきべえ）司会:笑福亭鶴瓶
- HEY!HEY!HEY! MUSIC CHAMP
  - HEY!×3MUSIC AWARDS
- 歌のコンビニ'99
- めちゃ×2イケてるッ!
- ネプフジ
- キャンパスナイトフジ
- アイドリング!!!
- 笑っていいとも

## CM
中古車のアップルアップルオートネットワーク（第2回アップル・ザ・ドリーム　オーディション）
（小林裕美）

## ラジオ
- NACK5「Hits! The Town」出演（小林裕美、町田恵、久志麻理奈）
- TOKYO FM「THE MUSIC BREAKERS」出演（小林裕美、上田愛美、佐々木絵美子、甲斐田聡美、大瀧彩乃）
- TOKYO FM「第一興商カラKINGフライデー」M@M出演
- TOKYO FM「エモーショナルビート」（小林裕美、甲斐田聡美、大瀧彩乃、大田祐歌）
- FM FUJI「SUPER FREAK SUNDAY」（小林裕美、田中里奈、久志麻理奈）
- FM YOKOHAMA「ザ・ランキング」（小林裕美、佐々木絵美子、大瀧彩乃）

## 雑誌
- UP to boy
- Myojo
- FLASH
- Manish
- オリコン
- BOMB
- ヤングマガジン・アッパーズ
- 宝島
- Kindai
- TVガイド
- TVぴあ
- ザッピィ
- B.L.T.
- JUNON
- telekids
- Duet
- 日経エンタテインメント!
- iCupid
- 06-07秋・冬髪　最強ヘア＆アレンジBIBLE（小林裕美）

## CD, DVD等

### シングル
1. 抱きしめて （1998年12月9日）（作詞・作曲: Я・K / 編曲: 土橋安騎夫）
2. はじまり （1999年3月3日）（作詞: 森浩美 / 作曲: D・A・I / 編曲: 亀田誠治）
3. 最初のキモチ （1999年5月26日）（作詞: 森浩美 / 作曲: D・A・I / 編曲：亀田誠治）
4. 海へ行こう〜Love Beach Love〜 （1999年7月16日）（作詞: 森浩美 / 作曲: 土橋安騎夫 / 編曲: 亀田誠治）
5. ドタバタギャグの日曜日 （1999年8月18日）（作詞・作曲: ROLLY / 編曲: 亀田誠治）
6. ありがとう （1999年9月17日）（作詞: 森浩美 / 作曲: D・A・I / 編曲: 吉俣良）

- チェキッ娘シングルコンプリートBOX （2000年3月15日）

### アルバム
1. CXCO （1999年7月7日）
2. Best Memories （1999年10月20日）

#### チェキッ娘参加アルバム
- DREAM DISCOVERY （1999年11月10日） レベッカトリビュートアルバム。8曲目「Super Girl」をチェキッ娘が担当。

### ビデオ
1. チェキッ娘 in DAIBAッテキ!! （1999年7月16日）
2. CHECKICCO in GUAM （1999年10月20日）
3. チェキッ娘 in 旅立ちLIVE （2000年1月1日）

### DVD
1. CHECKICCO in GUAM （1999年11月3日）
2. チェキッ娘 in 旅立ちLIVE The DVD （2000年3月3日）
3. audition（2008年2月20日、上條りかこ名義）
4. NANA MIZUKI "live attraction"(2003年3月26日)

### ドリームキャストソフト
1. チェキッ娘の見るCD （1999年8月4日）